# Magyar Környezetvédelmi és Vízügyi Múzeum
A Magyar Környezetvédelmi és Vízügyi Múzeum besorolását tekintve országos szakmúzeum, gyűjtőköre kiterjed a magyar vízügy és vízgazdálkodás történetével kapcsolatos tárgyakra, dokumentumokra, valamint audiovizuális tartalmakra.  Az intézmény fenntartója 2014. január elsejétől az Országos Vízügyi Főigazgatóság.

A múzeum Esztergom belvárosában, az egykori főkáptalan épületében várja látogatóit és a vízügytörténet iránt érdeklődő kutatókat. Évente átlagosan 20.000 látogató számára kínálja a vízzel való találkozás, a vízről való játékos ismeretszerzés lehetőségét.

## Története

### Előzmények
A Magyar Környezetvédelmi és Vízügyi Múzeum gyűjteményi előzményei az 1896. évi ezredéves kiállítás idejére nyúlnak vissza. Ez a kiállítás adott elsőként lehetőséget arra, hogy a hazai folyószabályozás és ármentesítés külön pavilonban jelenhessen meg a nagyközönség előtt.

Az összegyűlt anyag jelentős részét a résztvevő szervezetek a kiállítás bezárása után elszállították, míg az állami vízügyi szervek (folyam- és kultúrmérnöki hivatalok, vízrajzi szolgálat, különböző vízépítési kirendeltségek, stb.) anyagainak egy része az akkor alapított Mezőgazdasági Múzeum gyűjteményébe került.

Az 1930-as évek elején, a Földmívelésügyi Minisztérium Vízügyi Műszaki Osztályának vezetője, Sajó Elemér (1875-1934) intézkedett arról, hogy a Vízrajzi Intézet gyűjtse össze azokat a térképeket, műszaki dokumentumokat, amelyek történeti becsértékük mellett hasznos információkat tartalmaznak. Így alakult meg a Vízrajzi Intézet (házi) Múzeuma, amely a Mezőgazdasági Múzeumtól is átvett vízügyi vonatkozású muzeális anyagokat. A II. világháború a Vízrajzi Intézet muzeális anyagában is nagy károkat okozott, a gyűjtemény jelentős része megsemmisült, szétszóródott.

### Alapítása és azt követő időszak
A vízügyi szolgálat 1955-1975 közötti nagy hatású vezetője, az Országos Vízügyi Hivatal (OVH) elnöke, Dégen Imre (1910-1976) az 1960-as évek végén kezdeményezte a vízügyi szakgyűjtemények (könyvtár, levéltár, múzeum) létrehozását, hiszen a vízügyi tudományos kutatás minden más szakterülethez képest jobban igényelte a történeti adatok összegyűjtését és elemzését. 1968-ban megalakult a Vízügyi Dokumentációs és Tájékoztató Iroda (VIZDOK), amelynek egyik feladata a vízügyi szakkönyvtár üzemeltetése, továbbá a Múzeumi és Szaklevéltári Osztály megszervezése volt. Végül a Magyar Vízügyi Múzeumot 1973-ban alapították meg hivatalosan a VIZDOK részeként. 1989 óta viseli a Magyar Környezetvédelmi és Vízügyi Múzeum nevet. Az 1990-es évek elején a közérthetőség kedvéért vette fel a napjainkban is használatos, de nem hivatalos Duna Múzeum nevet. 

Az alapítást követően a múzeumnak nem volt állandó kiállítása, a gyűjtemények Budapesten egy Duna-parti, bérelt épületben nyertek elhelyezést. Az első állandó kiállítás végül 1980-ban nyílt meg Esztergom belvárosában, az ún. Káptalan-ház épületében. 1998-ban az épület restaurálása miatt a tárlatot lebontották. A megújult belső terekbe tervezett, innovatív új állandó kiállítás Víz-Idő címmel 2001 októberétől fogadta a látogatókat. Az új tárlat a következő években számos elismerésben részesült. Az Év Múzeuma (2001) és a Családbarát Múzeum (2005) díjak mellett az intézmény 2003-ban elnyerte az Európai Múzeum Fórum (European Museum Forum) különdíját is.

Az óvodás és iskolás csoportok számára változatos múzeumpedagógiai programokat kínáló intézményben 2010-ben európai uniós támogatással új foglalkoztató helyiséget alakítottak ki, 2014-ben pedig megnyílt új állandó kiállítási egysége, a Látványtár. 

A 2001-ben megnyílt állandó tárlat közel két évtizeden keresztül szolgálta a látogatókat, 2018-ban azonban lebontásra került, hogy a következő évben átadja helyét a jelenleg is látogatható Vízeum címet viselő állandó kiállításnak, mely 2020-ban elnyerte az Év Kiállítása címet, majd 2021 májusában az Év Európai Múzeuma díj különdíjában részesült. Így az intézmény – a hazai múzeumok között egyedüliként – immár két alkalommal kapta meg ezt a rangos nemzetközi díjat.

## Épülettörténet
Esztergomban a mai Petőfi utca egykor régi római és középkori országút volt, melynek környékére örmények települtek az Árpád-korban. Községük a Villa Érmen nevet viselte. A tatárjárás következtében a kis örmény falu elpusztult, így a terület a magyar királyok birtokába került, akik a Szent Ágoston rendi szerzeteseknek adományozták. Az így létrejött egyházi központ köré keresztények települtek, akik Szent Anna tiszteletére templomot és hatalmas kolostort emeltek. A török uralom előtt a terület a kolostorról a Szent Anna kerület nevet kapta.

A török hódoltság korában újra elpusztult az itteni település, romjaira a XVII. sz. végén alakult az akkor Zsember (Sember) nevű falu. A török kiűzése után, mikor az esztergomi káptalan visszakapta birtokát, itt kezdett el berendezkedni.  Esztergom töröktől való visszavétele és az érsekség visszaköltözése közötti időszakban a káptalan ügyeit kanonokok intézték. Nagy valószínűséggel az 1730-as évek egyik esztergomi kanonokja építtette a káptalani házat.

Az épületről jobbára csak azért emlékezik meg az irodalom, mert 1790. február 20-án a magyar királyi korona és a koronázási jelvények itt töltöttek egy éjszakát. Ez a nap – mint a korona Bécstől Budáig tartó útjának négy napja az egész országban – a város számára a legemlékezetesebbek közé tartozott.

Az épület az első világháború végéig, mint az esztergomi káptalan gazdasági és jogi központja működött. A háború után egy-két évvel az elcsatolás okozta birtokcsökkenés miatt már nem volt értelme ekkora épületet fenntartani erre a célra, ezért a káptalan úgy döntött, hogy volt ügyvédjének, Mike Lajosnak adja át az emeletet lakásul, cserébe azért, hogy az lemond a káptalantól őt megillető járandóságáról.

Az épület az ötvenes évek közepétől a pilisi erdészet tulajdonába került. Több, mint 20 év múlva, 1976-ban vette át a vízügy, majd az épület helyreállítása után 1980-ban megnyílt a Duna Múzeum első kiállítása Esztergomban.

## Állandó kiállítások

### A Duna és a magyar vízgazdálkodás története
A kiállítás az 1980. Évi Múzeumi Hónap záróakkordjaként 1980. október 31-én nyitotta meg kapuit a nagyközönség előtt. Főbb témái: a Duna-táj kialakulása, a halászok, aranymosók, és a hajóácsok tárgyi és írásos emlékei, Széchenyi István munkássága, folyószabályozások. Az akkoriban tervezett Bős-Nagymarosi Vízlépcső-rendszer fantáziaképei és dokumentumai is bemutatásra kerültek.

A magyarországi Duna-szakasz Szigetköztől Foktőig terjedő részét egy 1973-ban készített űrfelvétel mutatta be térkép-szerűen.

A múzeum udvarán különböző nagy méretű tárgyak kaptak helyet: horgonyok, cölöpverő, kútfúró berendezés, kőhordó eszközök.

### Víz-Idő

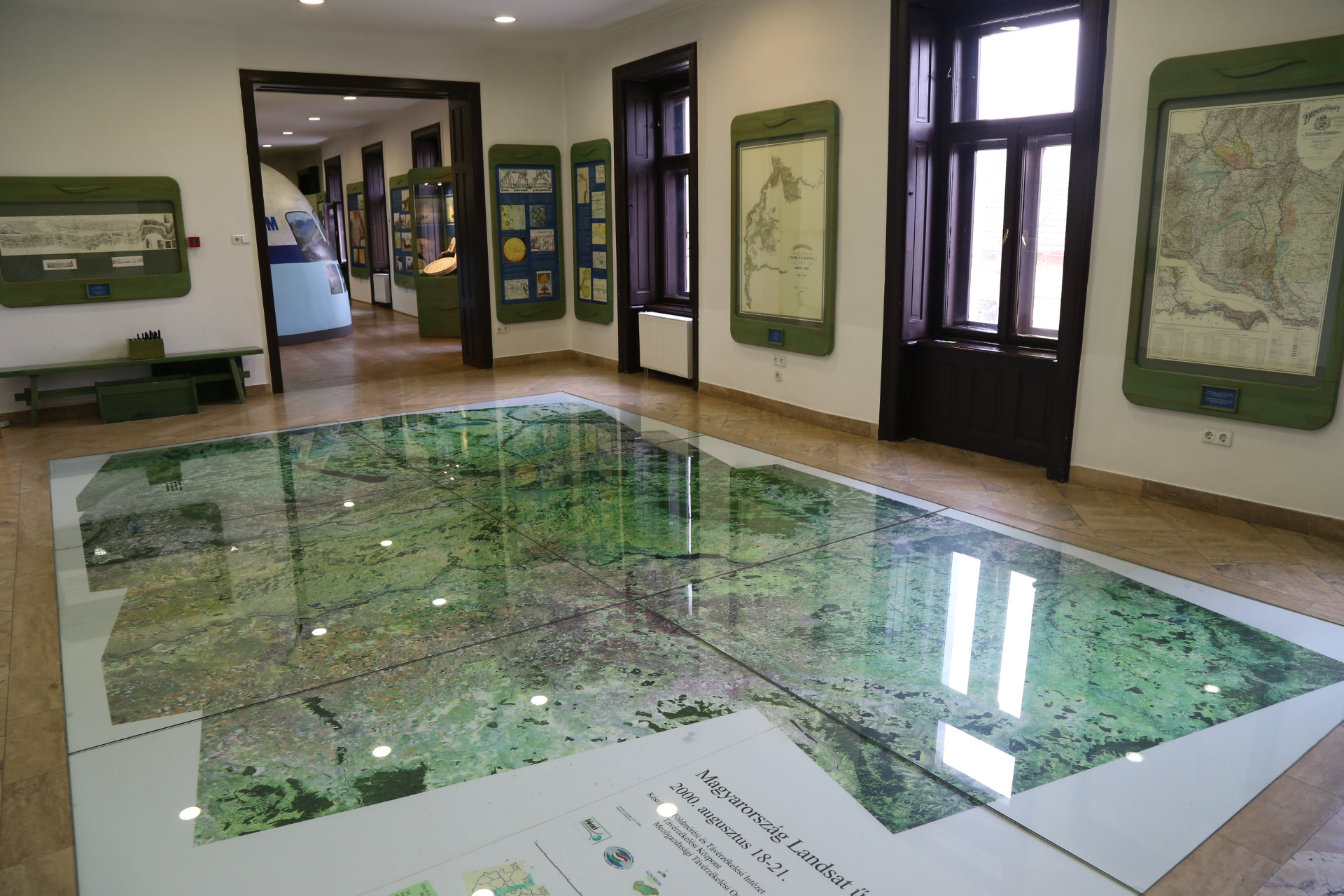
Víz-idő állandó kiállítás

A 2001-ben nyílt állandó kiállítás interaktív technikákkal, a látogatókat aktív közreműködésre ösztönözve mutatta be a víz fizikai és kémiai tulajdonságait, a vízszabályozások, árvizek, árvízvédelem, a magyar térképészet történetét, a vízellátás-csatornázás múltját, és az egyetemes és magyar technikai és vízügyi kronológiát. Minden korosztály megtalálhatta benne azokat az elemeket, információkat, melyek segítségével átfogó képet kaphatott a vízről, mint fizikai, kémiai és biológiai tényezőről.

### Vízeum

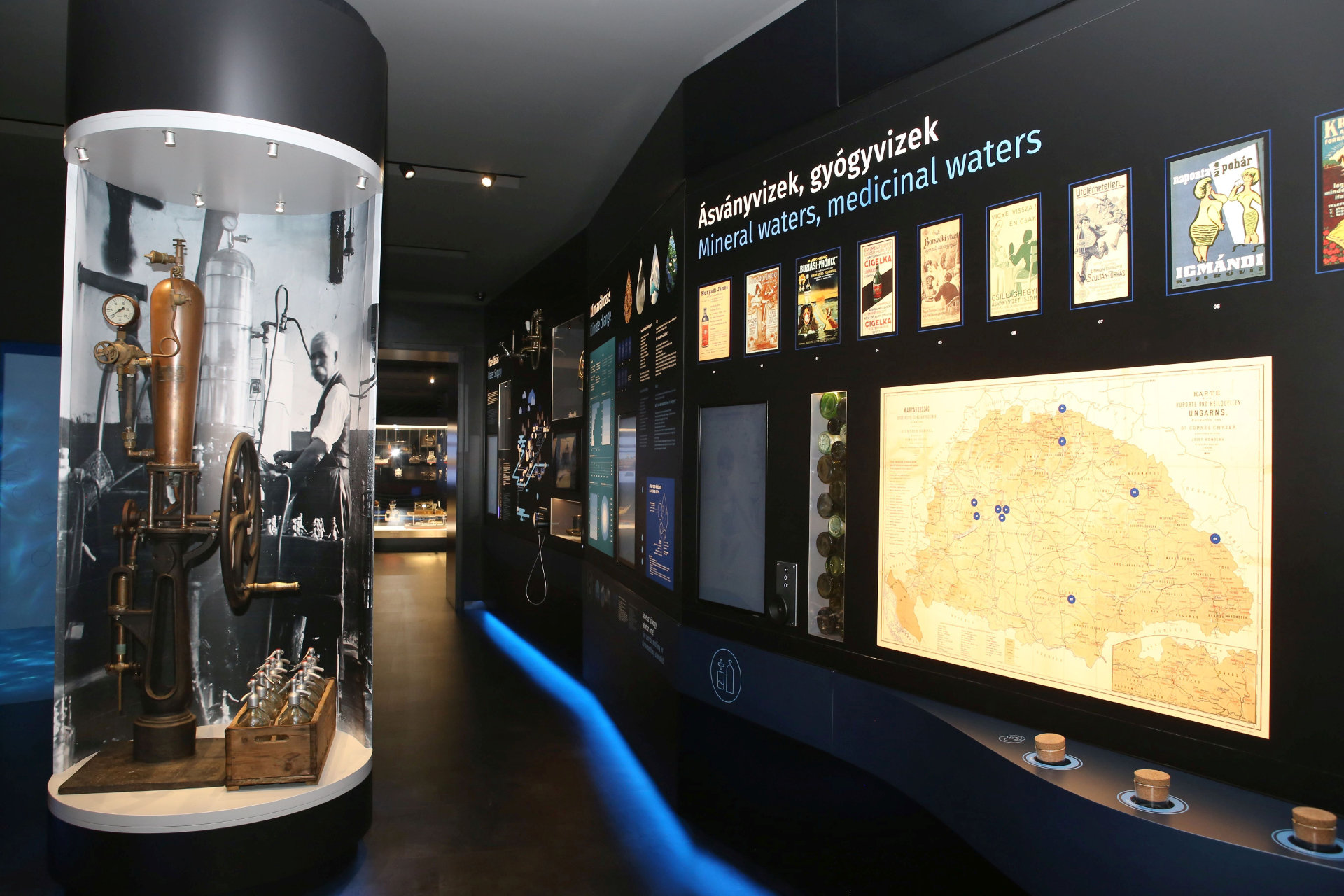
Vízeum állandó kiállítás

A 2019 októberében megnyílt új kiállítás hagyományos és modern technikákat ötvözve mutatja be a víz életünkben betöltött szerepét, számtalan felhasználási módját. Megjelenik benne a vízgazdálkodás múltja, jelene, a víz erejének felhasználása, a folyók szabályozása, de nem marad ki a hajózás, fürdőzés, az ásvány- és gyógyvizek, a szódavíz, sőt, a Balaton története sem.

A tárlat reflektál napjaink legfontosabb környezeti problémájára, az éghajlatváltozásra is, a legújabb kutatási eredmények közlésével mutatja be a víz és a klímaváltozás közötti összefüggéseket.

Külön fejezetet kapott az árvíz, a belvíz, a folyószabályozás és az öntözés – a szakmai ismeretek jobb megértését animációk, filmek, képek segítik.

Igazi különlegesség az úszással foglalkozó egység, ami az őskortól napjainkig mutatja be az úszásnemek, az úszósport kialakulását.

Levezetésként hangulatos pihenőhely – ún. Merengő – várja a látogatókat, ahol a terem két oldalfalán és a mennyezeten elhelyezett kijelzőkön filmek, animációk futnak, valamint nyugalmat sugárzó fények és zene uralkodik.

## Európai Közép Galéria

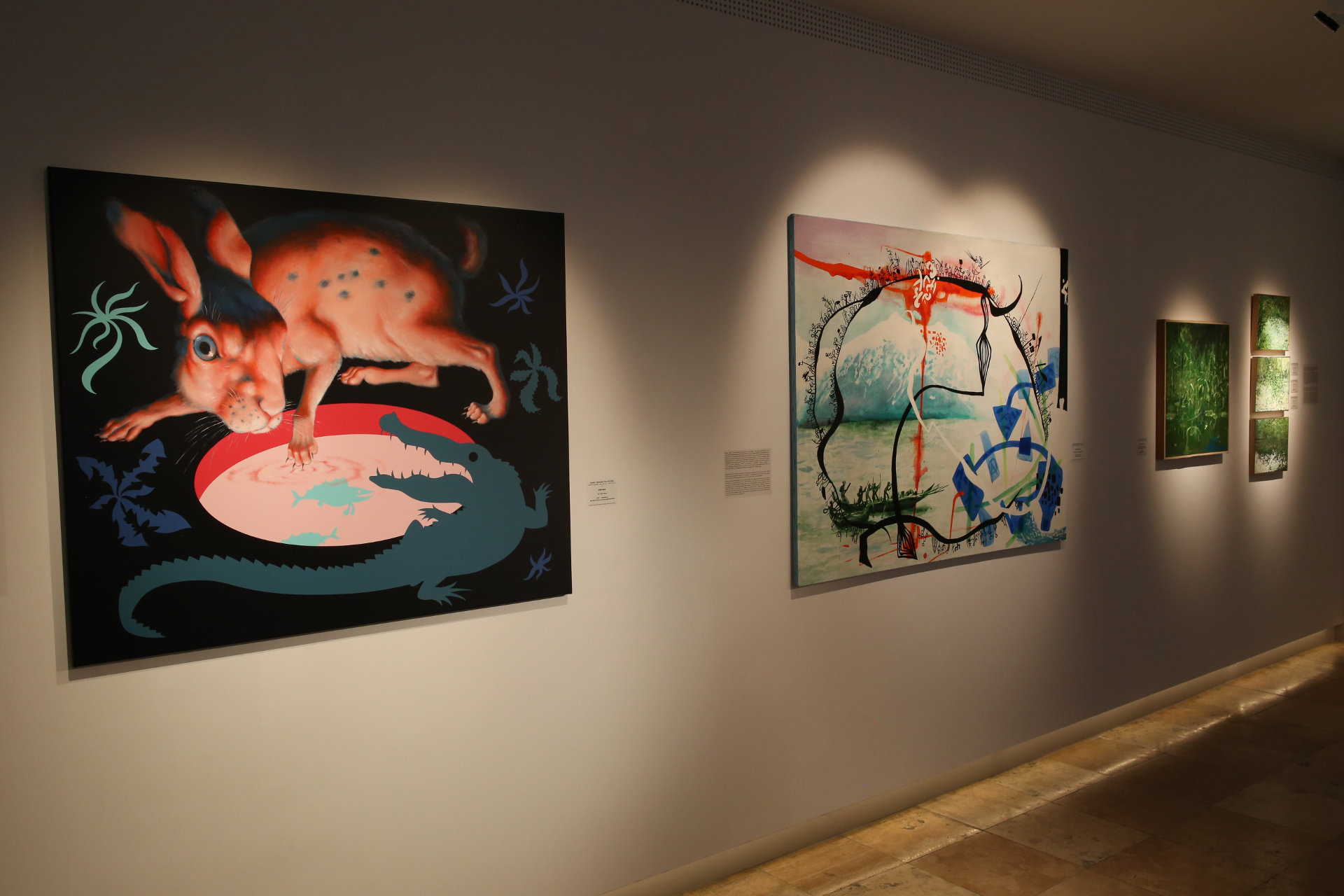
Részlet az Európai Közép Galériából

Az Európai Közép Galéria 1993-ban azzal a céllal jött létre, hogy helyet adjon a kortárs művészet bemutatkozásának, teret adjon az újító, kísérletező alkotóknak. Kaján Imre, a Duna Múzeum akkori igazgatója abból indult ki, hogy létezik és meg is mutatkozik a közép-európaiság mind a magyar képzőművészetben, mind a térség más országaiban jó néhány alkotó munkásságában. A művészeti tárlatok mellett a galéria terei adnak otthont a szakmai kiállításoknak, rendezvényeknek is.

## Látványraktár

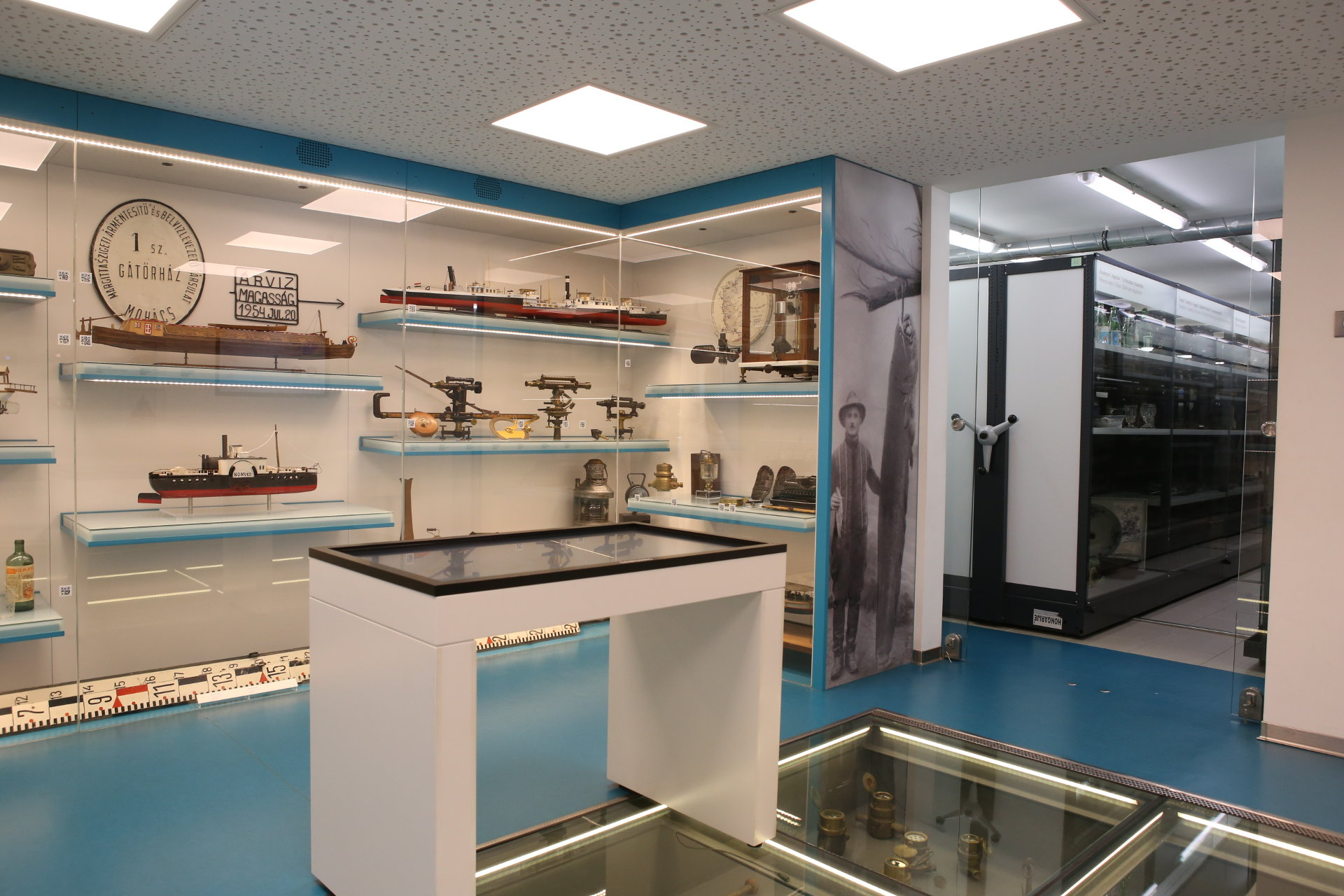
Látványraktár

A 2014-ben megnyitott látványraktárban a látogatók képet kaphatnak a múzeumi gyűjtemény sokféleségéről, valamint az itt elhelyezett tárgyi, képeslap-, térkép- és éremanyag, illetve a Széchenyi-iratok gyűjteményének egy része is megismerhetővé válik.

A gyűjtemény egyik különleges darabja a Vörös László-féle, 1833-ban készült térkép. Digitális változatát használva, a legmodernebb informatikai, térképi módszerekkel egyszerre lehet kalandozni az egykori és a mai Budapesten.

A látogatóknak érdemes a lábuk alá is nézni: az üvegpadló alatt olyan tárgy-együttest vehetnek szemügyre, amelynek egyes darabjai eredetileg is a padlószint alatt voltak használatosak. Ilyenek az ó- és középkorból származó vízvezetékcsövek vagy a 20. század elején elterjedt vízórák.

## Múzeumi gyűjtemények
A múzeum a magyar vízgazdálkodással kapcsolatos muzeális értékű tárgyakat, dokumentumokat őrzi 12 tárba rendezve:
- Adattár
- Audiotár (hangtár)
- Érem- és Kisplasztika
- Képeslapgyűjtemény
- Műszaki dokumentációs tár
- Okmány- és iratgyűjtemény
- Széchenyi iratok
- Tematikus gyűjtemény
- Tárgyi gyűjtemény
- Történeti képgyűjtemény
- Történeti térképtár
- Videótár

A gyűjtemény jelentős része az interneten is elérhető. E mellett a múzeum helyben használható szakkönyvtárat is üzemeltet, amelynek katalógusa szintén elérhető az interneten.

## Duna Múzeum Baráti Köre Egyesület
A múzeumbarát egyesület 2012-ben alakult, főbb céljai a múzeum szellemi és tárgyi javainak gondozása, közreadása, népszerűsítése; a vízügyi emlékhelyek megőrzésének elősegítése; a kulturális élet színesítése, környezetvédelmi ismeretterjesztés, a fiatalok környezeti nevelési, technikatörténeti, művészeti és környezetvédelmi ismereteinek gyarapítása.

A fenti célok elérése érdekében az egyesület vállalja: színvonalas ismeretterjesztő előadások, kulturális programok és rendezvények szervezését; a vízügyi emlékek és emlékhelyek történetére, fejlődésére vonatkozó tárgyi és írásos anyagok gyűjtésének támogatását, kutatását, bemutatását, közreadását; kiadványok készítését, kulturális és ismeretterjesztő rendezvények szervezését.

## Emléktáblák az épületen

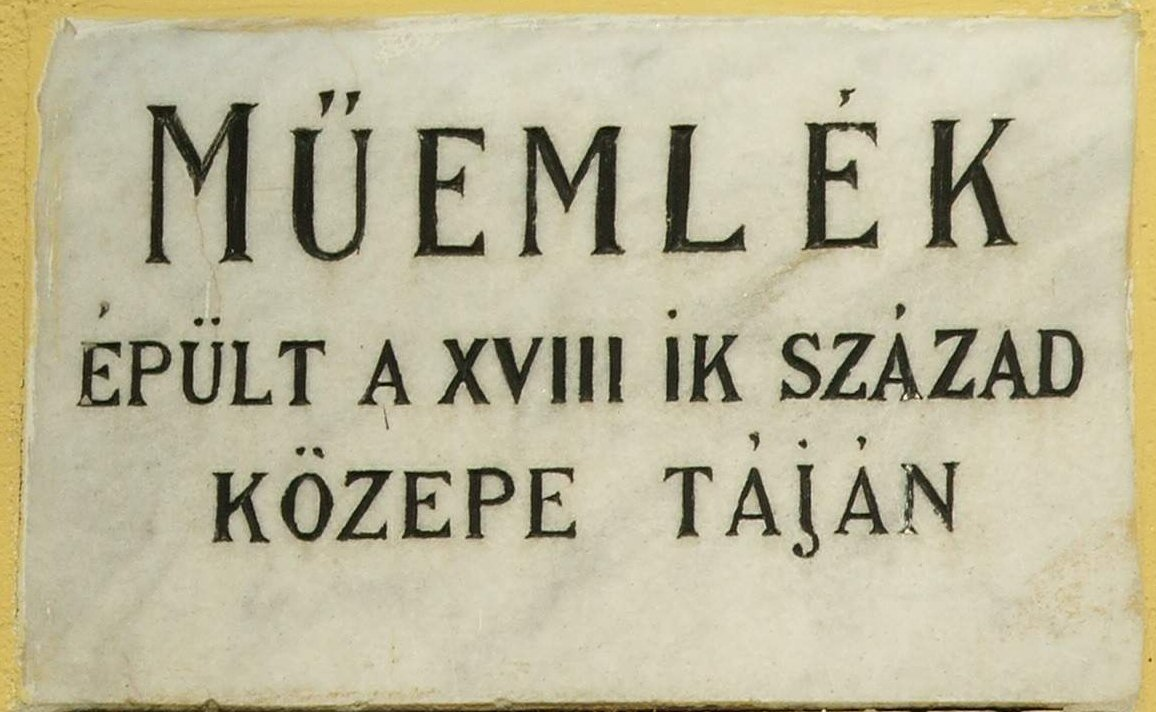
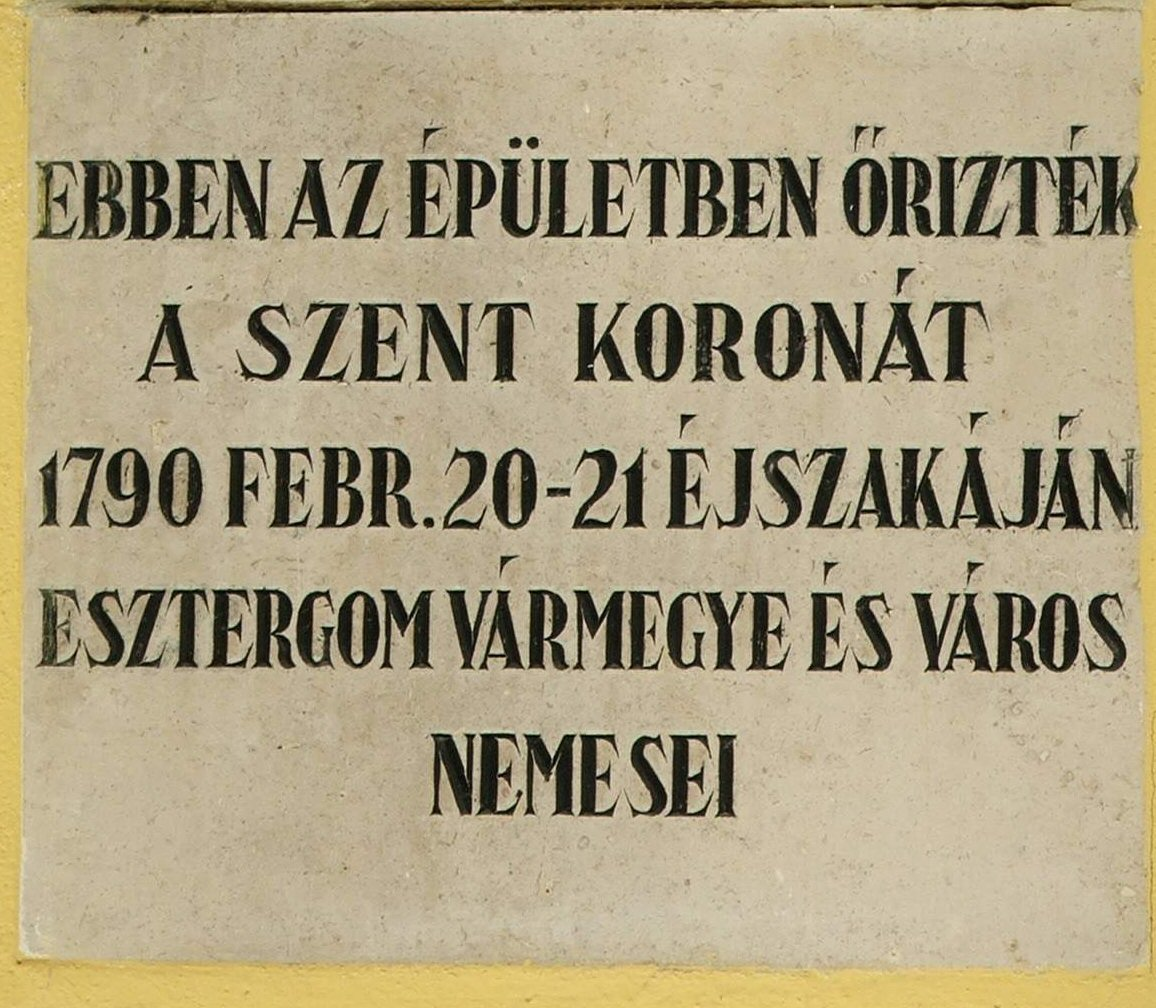

## Külső hivatkozások
- A múzeum honlapja